# Garret Wellesley, 7. Earl Cowley
Garret Wellesley, 7. Earl Cowley (* 30. Juni 1934 in Reno, Nevada, Vereinigte Staaten; † 17. Juni 2016) war ein britischer Peer und Politiker (Conservative Party).

## Leben
Garret Graham Wellesley, 7. Earl Cowley wurde als Sohn von Christian Arthur Wellesley, 4. Earl Cowley (1890–1962) und dessen zweiter Ehefrau, der US-Amerikanerin Mary Elsie May Himes, die aus Reno stammte und in San Francisco lebte, geboren. Christian Arthur Wellesley diente im Ersten Weltkrieg bei den Royal Marines. In den 1920er Jahren war er, sehr zum Unwillen seiner adeligen Familie, als Theaterschauspieler in New York und London tätig. Anfang der 1930er Jahre ließ er sich in den Vereinigten Staaten nieder, um sich im Glücksspiel- und Scheidungsparadies Reno von seiner ersten Ehefrau Mae Pickard scheiden zu lassen. Die Ehe wurde 1933 geschieden; noch im selben Jahr heiratete er Mary Elsie May Himes. Im Juni 1934 wurde sein Sohn Garret Graham geboren.
Garret Graham Wellesley schloss 1957 die University of Southern California in Los Angeles mit einem Bachelor of Science (B.S.) ab. Von 1957 bis 1960 arbeitete er als Nachrichtenoffizier beim U.S. Army Counter-Intelligence Corps. 1962 schloss er die Harvard Business School mit einem Master of Business Administration (M.B.A.) ab.
Anschließend bekleidete er verschiedene Positionen bei US-amerikanischen Wirtschafts- und Finanzunternehmen. Von 1962 bis 1964 arbeitete er als Investment Analyst bei dem Finanzdienstleistungsunternehmen Wells Fargo in San Francisco. Von 1964 bis 1966 war er Anlageberater (investment counsellor) bei Dodge and Cox in San Francisco. Anschließend war er von 1967 bis 1969 als Vize-Präsident und Anlageberater bei Thorndike, Doran, Paine & Lewis in Los Angeles tätig. Er war von 1969 bis 1974 Senior Vice President bei der Shareholders Capital Corporation in Los Angeles. Von 1974 bis 1978 war er Vize-Präsident der Bank of America in San Francisco. Von 1978 bis 1985 war er als Group Vice President (GVP) bei der Bank of America in London tätig. Zwischen 1985 und 1990 arbeitete er als selbständiger Finanz- und Anlageberater (independent financial advisor). Zwischen 1990 und 2003 war er als Investitionspartner (investment partner) für Thomas R. Miller & Son (mit Sitz auf den Bermuda-Inseln) tätig.
Nach dem überraschenden Tod seines Neffen Richard Wellesley, 6. Earl Cowley, der auf dem Squash Court zusammenbrach, erbte Wellesley am 13. Dezember 1975 den Titel des 7. Earl Cowley (in der Peerage of the United Kingdom, 1857) und die damit verbundenen Titel des 7. Viscount Dangan, in the County of Meath (Peerage of the United Kingdom, 1857) und des 8. Baron Cowley of Wellesley, in the County of Somerset (Peerage of the United Kingdom, 1828).
Wellesley starb Mitte Juni 2016 im Alter von 81 Jahren, kurz vor seinem 82. Geburtstag. Titelerbe ist sein Sohn Garret Graham Wellesley, Viscount Dangan. Am 7. Juli 2016 fand ein Gedenk-Requiem für ihn in der Church of Our Most Holy Redeemer & St Thomas More in London statt.

## Mitgliedschaft im House of Lords
Mit dem Tod seines Neffen Richard Wellesley, 6. Earl Cowley erbte er im Dezember 1975 den Titel des Earl Cowley und den damals damit verbundenen Sitz im House of Lords. Er war seit 13. Dezember 1975 formelles Mitglied des House of Lords. Im House of Lords saß er für die Conservative Party. In den 1980er Jahren war Wellesley aktives Mitglied des House of Lords. Die ihm von Margaret Thatcher angebotene Position des Conservative Party Whip lehnte er aus Zeitgründen ab. Er war bis 11. November 1999 Mitglied des House of Lords. Seine Mitgliedschaft endete durch den House of Lords Act 1999.

## Familie
Lord Cowley war insgesamt viermal verheiratet: in erster Ehe von 1960 bis 1966 mit Elizabeth Suzanne Lennon und in zweiter Ehe von 1968 bis 1981 mit Isabelle O’Bready, aus Sherbrooke, Provinz Quebec stammend. 1981 heiratete er die US-Amerikanerin Paige Deming (†), dann schließlich im Alter von 77 Jahren im Februar 2012 in vierter Ehe die verwitwete Carola Marion Erskine-Hill (* 1943), die Tochter von Sir Robert Erskine-Hill, 2. Baronet.
Aus seiner ersten Ehe mit Elizabeth Suzanne Lennon gingen zwei Kinder hervor, seine Tochter Lady Tara Lennon Wellesley (* 1962) und sein Sohn Garret Graham Wellesley, Viscount Dangan (* 1965). Aus seiner dritten Ehe stammt ebenfalls eine Tochter, Sarah Paige Wellesley.